# Robert Hofstadter
Robert Hofstadter (New York, 5 februari 1915 – Stanford (Californië), 17 november 1990) was een Amerikaans natuurkundige. In 1961 deelde hij samen met Rudolf Mössbauer de Nobelprijs voor Natuurkunde "voor zijn baanbrekend onderzoek naar de verstrooiing van elektronen door atoomkernen en voor de daardoor bereikte ontdekkingen over de structuur van de nucleonen".

## Biografie
Hofstadter werd geboren als zoon van Louis Hofstadter en Henrietta Koeningsberg. Zijn ouders waren Poolse Joden die rond de eeuwwisseling naar de Verenigde Staten waren geëmigreerd. Hij bezocht de DeWitt Clinton High School en studeerde in 1935 magna cum laude af aan het College of the City of New York. Tevens kreeg hij de Keyon Prize voor zijn uitmuntende prestaties in de wis- en natuurkunde.
Hij studeerde daarna aan Princeton-universiteit, waar hij in 1938 promoveerde en een doctoraat (Ph.D) behaalde in de natuurkunde. In 1938/39 verkreeg hij een Proctor Fellowship studiebeurs voor postdoctoraal onderzoek aan Princeton waar hij een studie begon naar fotogeleiding in willemietkristallen. In 1939 ontving Hofstadter een Harrison Fellowship-beurs aan de universiteit van Pennsylvania, waar hij meehielp met de constructie van een grote vandegraaffgenerator voor kernonderzoek.
Gedurende de oorlogsjaren werkte hij als eerste bij het National Bureau of Standards (NBS) en later bij de Norden Laboratory Corporation. Aan het einde van de oorlog (1946) werd hij assistent professor aan de Princeton-universiteit. In 1950 stapte hij over naar de Stanford-universiteit, waar hij in 1954 werd benoemd tot hoogleraar natuurkunde – een positie die hij behield tot 1990. Daarnaast was hij van 1967 tot 1974 directeur van het Stanfords High Energy Physics Laboratory.
Gebruikmakend van Stanfords elektronenversneller onderzocht hij de structuur van atoomkernen. Tevens ontwierp hij een 30-ton magneet voor een magnetische spectrometer en later een 200-ton gerichte spectrometer om zich beter te verdiepen in de kleinste deeltjes van een atoomkern. Zijn werk wijzigde het heersende wetenschappelijke inzicht van de atoomkern – zo bepaalde hij dat nucleonen (neutronen en protonen) geen vaste, structuurloze deeltjes zijn maar omvang, vorm en structuur hebben die vastgesteld konden worden. Zijn theorie werd eind jaren 1960, begin 1970 experimenteel bevestigd door Jerome Friedman, Henry Kendall en Richard Taylor, drie studenten van hem die hiervoor in 1990 werden onderscheiden met de Nobelprijs.
Hofstadter ontdekte dat elke proton of neutron uit een dichte, positieve geladen kern bestaat, met daaromheen twee schillen mesonic materiaal. Bij de proton is de buitenste schil ook positief geladen, waardoor het deeltje als geheel ook positief is. Neutronen daarentegen hebben een negatief geladen schil waardoor dit deeltje als geheel neutraal is.
Tegen het einde van zijn loopbaan kreeg hij ook belangstelling voor de astrofysica.

## Familie
In 1942 trad Hofstadter in het huwelijke met Nancy Given (1920-2007). Ze zijn de ouders van de cognitiewetenschapper Douglas Hofstadter, schrijver van Gödel, Escher, Bach: an Eternal Golden Braid over kunstmatige intelligentie en winnaar van de Pulitzerprijs in 1980. Daarnaast kregen ze nog twee dochters, Laura en Mary. Hij overleed in 1990 aan een hartaanval.
- Bibsys: 90263836
- Bibliothèque nationale de France: cb12359261x (data)
- CiNii: DA03373784
- Gemeinsame Normdatei: 172141168
- International Standard Name Identifier: 0000 0001 1477 876X
- Library of Congress Control Number: n83826433
- Mathematics Genealogy Project: 145761
- Nationale bibliotheek van Australië: 36500573
- Nationale Bibliotheek van Israël: 987007322929205171
- Nederlandse Thesaurus van Auteursnamen: 113379862
- Réseau des bibliothèques de Suisse occidentale: 02-A003378258
- LIBRIS: 233221
- SNAC: w6z89swv
- Système universitaire de documentation: 03259223X
- Trove: 1261362
- Virtual International Authority File: 94666765
- WorldCat: E39PBJxRxYVKrC4f8gTjWQJRrq